# Chiquiguao 1ra. Sección
Chiquiguao 1ra. Sección är en ort i Mexiko.   Den ligger i kommunen Centro och delstaten Tabasco, i den sydöstra delen av landet, 700 km öster om huvudstaden Mexico City. Chiquiguao 1ra. Sección ligger 24 meter över havet och antalet invånare är 473.
Terrängen runt Chiquiguao 1ra. Sección är platt. Runt Chiquiguao 1ra. Sección är det ganska tätbefolkat, med 65 invånare per kvadratkilometer. Närmaste större samhälle är Belén, 19,6 km sydost om Chiquiguao 1ra. Sección. Trakten runt Chiquiguao 1ra. Sección består till största delen av jordbruksmark.